# Rue Vauthier-le-Noir
Pour les articles homonymes, voir Vauthier.
La rue Vauthier-le-Noir est une voie de la commune de Reims, située au sein du département de la Marne, en région Grand Est.

## Situation et accès
La rue de Vauthier-Le-Noir appartient administrativement au quartier Centre Ville et permet de joindre la rue de l'Université avec la rue Voltaire.

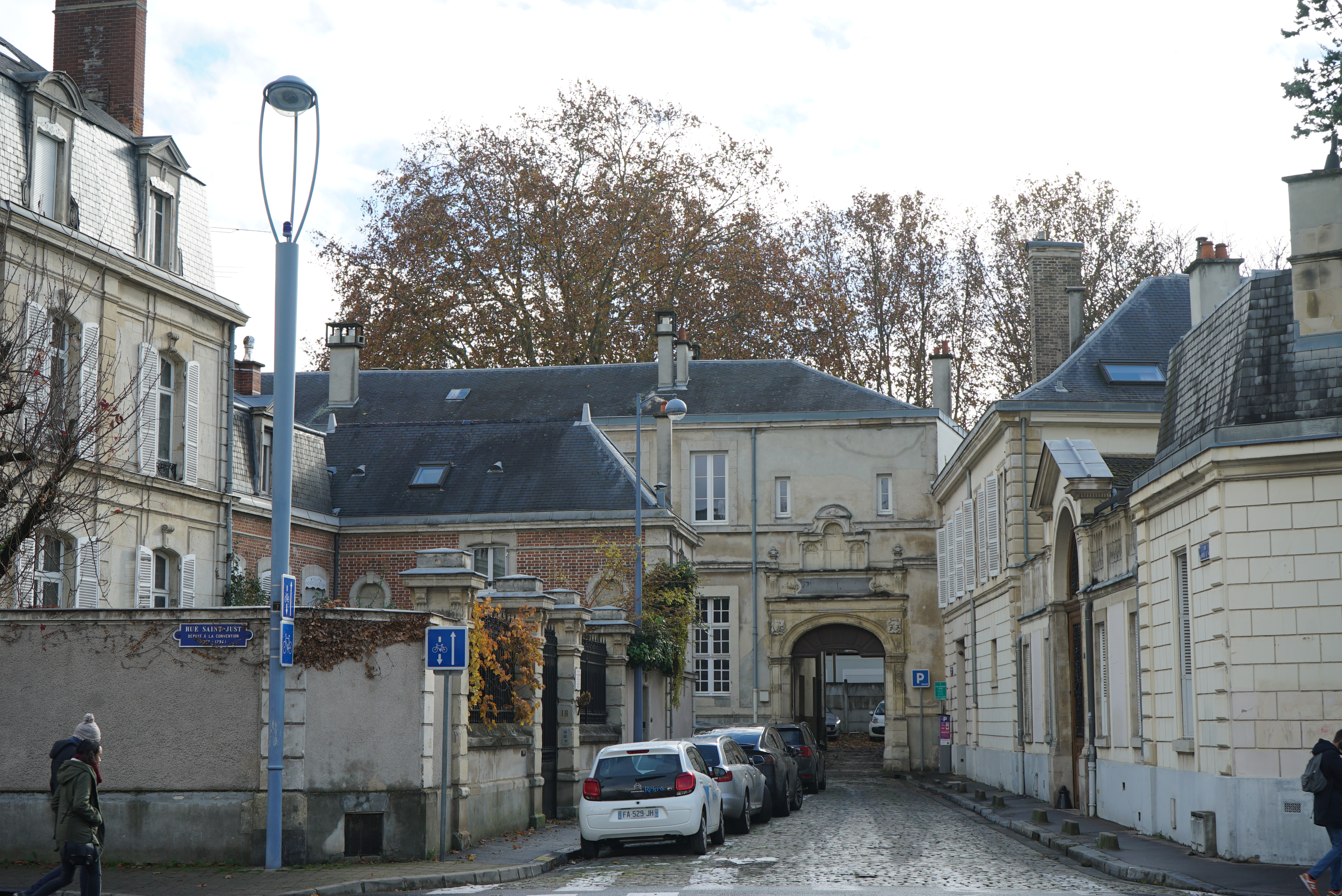
Le porche d'entrée du Petit-Lycée.

La voie est droite depuis la rue de l'Université, c'est la partie la plus ancienne elle partait de la place de l'abbaye Saint-Pierre-les-Dames ; une deuxième partie fut créée pour rejoindre la rue Voltaire.

## Origine du nom
Elle porte le nom d'un ancien monastère, Moustier noir où fut située une ancienne prison, la prison de la Bonne semaine dont M. Vauthier fut un des geôliers.

## Bâtiments remarquables et lieux de mémoire
Le portail d'entrée du collège université, bâtiments actuellement utilisé par les services de la mairie de Reims.